# Duntara
Duntara es un pueblo canadiense situado en la provincia de Terranova y Labrador.

## Superficie
Duntara tiene una superficie de 17,64 km².

## Demografía
En 2021, tenía 36 habitantes, una densidad poblacional de 2 hab./km², y 47 viviendas.